# Srgaši
Srgaši so naselje v Slovenski Istri, ki upravno spada pod Mestno občino Koper, dejansko pa je spojen s Šmarjami.

## Opis
Gručasto naselje v zahodnjem delu Šavrinskega gričevja se nahaja na jugozahodnem delu Gažonskega hriba (Turn 226 m), nad povirno grapo potoka Derešnjaka. Na terasiranem pobočju pod naseljem so večinoma vinogradi.
Pomembnega bližnjega križišča cest (nar. Kužera) se je oprijelo ime »Crosera oz. Crocera di Montetoso«. Skozi naselje danes poteka glavna cesta G1-11 Šmarje–Dragonja, ki je meddržavnega pomena (trasa bodočega odseka hitre ceste H5 Koper – Šmarje – Dragonja) do nekdanjega mejnega prehoda s Hrvaško pri Dragonji oz. proti hrvaški Istri.